# Árpád Schilling
Árpád Schilling, född 1 maj 1974 i Cegléd, är en ungersk teaterregissör.

## Biografi
Som 21-åring grundade Árpád Schilling den fria teatergruppen Krétakör Színház 1995 och var gruppens konstnärlige ledare och ledande regissör tills den upplöstes 2008. Gruppens namn betyder kritcirkel och är taget efter Bertolt Brechts pjäs Den kaukasiska kritcirkeln. Samtidigt som han ledde Krekatör genomförde han registudier på Budapests teaterakademi Színház- és Filmművészeti Egyetem där han utexaminerades år 2000. Förutom hos Krekatör har Schilling regisserat på bland annat Katona József Színház i Budapest, en av Ungerns ledande teatrar. Schilling och Krekatör står i stark opposition till den auktoritära och högerpopulistiska utvecklingen i Ungern med dess inskränkning av medias, kulturens och domstolarnas frihet. Detta kom bland annat till uttryck i föreställningen The party som både skrivits och regisserats av Árpád Schilling. Föreställningen framfördes på Göteborg Dans & Teater Festival 2014.
Estetiskt står Schilling för ständig förnyelse och en stor enkelhet, som i Sirály (Måsen) av Anton Tjechov från 2003 där skådespelarna uppträdde i sina privata kläder på en naken scen. Denna föreställning framfördes både på Wiener Festwochen 2005 och Festspillene i Bergen 2007. På den senare festivalen framfördes även Hamlet med bara tre skådespelare - för första gången för en betalande publik, den gjordes ursprungligen som gratisföreställning för skolungdom. Schillings internationella genombrott kom 1998 med uppsättningen av Bertolt Brechts Baal. Krekatör turnerade flitigt internationellt och har även varit inbjudna till Festspelen i Salzburg och Edinburgh International Festival. Gruppen har samarbetat med Schaubühne am Lehniner Platz i Berlin, Piccolo Teatro i Milano och Burgtheater i Wien. Bland priser Schilling tilldelats kan nämnas det ryska Stanislavskijpriset 2005 och det europeisk teaterpriset Premio Europa New Theatrical Realities 2009. 2008 erhöll han den franska Arts et Lettres-orden.